# 4460 Bihoro
A 4460 Bihoro (ideiglenes jelöléssel 1990 DS) a Naprendszer kisbolygóövében található aszteroida. Kin Endate,  Vatanabe Kazuró fedezte fel 1990. február 28-án.